# Ōza 2015
L'Ōza 2015 è stata la sessantatreesima edizione del torneo goistico giapponese Ōza.

## Svolgimento

### Fase preliminare
La fase preliminare serve a determinare chi accede al torneo per la selezione dello sfidante. Consiste in una serie di tornei preliminari iniziali, i cui vincitori si qualificano al torneo per la determinazione dello sfidante.
- W indica vittoria col bianco
- B indica vittoria col nero
- X indica la sconfitta
- +R indica che la partita si è conclusa per abbandono
- +N indica lo scarto dei punti a fine partita
- +F indica la vittoria per forfeit
- +T indica la vittoria per timeout
- +? indica una vittoria con scarto sconosciuto
- V indica una vittoria in cui non si conosce scarto e colore del giocatore

|  | Primo turno        | Primo turno        | Primo turno |  |  | Secondo turno | Secondo turno | Secondo turno |       |            | Semifinali | Semifinali | Semifinali |  |  | Finale | Finale | Finale |
|  |                    |                    |             |  |  |               |               |               |       |            |            |            |            |  |  |        |        |        |
|  | Yuta Iyama         | Yuta Iyama         | W+R         |  |  |               |               |               |       |            |            |            |            |  |  |        |        |        |
|  | Hideki Matsuoka    | Hideki Matsuoka    |             |  |  | Yuta Iyama    | Yuta Iyama    | W+R           |       |            |            |            |            |  |  |        |        |        |
|  | Naoyuki Nakane     | Naoyuki Nakane     |             |  |  | Ryo Ichiriki  | Ryo Ichiriki  |               |       |            |            |            |            |  |  |        |        |        |
|  | Ryo Ichiriki       | Ryo Ichiriki       | B+8,5       |  |  |               |               |               |       | Yuta Iyama | Yuta Iyama | B+R        |            |  |  |        |        |        |
|  | Kagen Kyo          | Kagen Kyo          | B+R         |  |  |               | Satoshi Yuki  | Satoshi Yuki  |       |            |            |            |            |  |  |        |        |        |
|  | Yun Chunho         | Yun Chunho         |             |  |  | Kagen Kyo     | Kagen Kyo     |               |       |            |            |            |            |  |  |        |        |        |
|  | Satoshi Yuki       | Satoshi Yuki       | B+R         |  |  | Satoshi Yuki  | Satoshi Yuki  | B+R           |       |            |            |            |            |  |  |        |        |        |
|  | Hiroshi Yamashiro  | Hiroshi Yamashiro  |             |  |  |               |               |               |       |            | Yuta Iyama | Yuta Iyama | B+R        |  |  |        |        |        |
|  | Rin Kanketsu       | Rin Kanketsu       | B+R         |  |  |               | Yu Zhengqi    | Yu Zhengqi    |       |            |            |            |            |  |  |        |        |        |
|  | Nobuaki Anzai      | Nobuaki Anzai      |             |  |  | Rin Kanketsu  | Rin Kanketsu  |               |       |            |            |            |            |  |  |        |        |        |
|  | Iso Ko             | Iso Ko             | W+1,5       |  |  | Iso Ko        | Iso Ko        | W+0,5         |       |            |            |            |            |  |  |        |        |        |
|  | Tomochika Mizokami | Tomochika Mizokami |             |  |  |               |               |               |       | Iso Ko     | Iso Ko     |            |            |  |  |        |        |        |
|  | Cho U              | Cho U              | B+R         |  |  |               | Yu Zhengqi    | Yu Zhengqi    | W+2,5 |            |            |            |            |  |  |        |        |        |
|  | Kazushi Tsuruta    | Kazushi Tsuruta    |             |  |  | Cho U         | Cho U         |               |       |            |            |            |            |  |  |        |        |        |
|  | Rin Kono           | Rin Kono           |             |  |  | Yu Zhengqi    | Yu Zhengqi    | W+R           |       |            |            |            |            |  |  |        |        |        |
|  | Yu Zhengqi         | Yu Zhengqi         | W+R         |  |  |               |               |               |       |            |            |            |            |  |  |        |        |        |

### Finale
La finale è una sfida al meglio delle cinque partite.